# Аник (посёлок)
Аник — посёлок в Невьянском районе Свердловской области России. Входит в Невьянский муниципальный округ.

## География
Аник расположен на северо-западе Невьянского района и Невьянского муниципального округа. Посёлок является самыс западным населённым пунктом района и муниципального округа. Аник находится в 15 киломеирах к северо-западу от Невьянска на берегу реки Пачки (правого притока Тагила). Рядом с посёлком проходит автодорога Быньговский — Лёвиха. В четырёх километрах от Аника находится обгонный пункт Быньговский Свердловской железной дороги.

## История
28 октября 1960 года решением Свердловского Облисполкома посёлок Аник зарегистрирован как вновь возникший населённый пункт.
18 июня 1963 года решением промышленного и сельского облисполкомов посёлок Аник передан из пригородной зоны города Невьянска в Быньговский сельсовет Нижнетагильского района.

### «Невьянская находка»
Аник обрёл общероссийскую известность в июле 2012 года, когда неподалёку от посёлка в лесном овраге были найдены бочки с большим количеством человеческих эмбрионов.

## Население
| 2002 | 2010 | 2021 |
| ---- | ---- | ---- |
| 4    | ↘3   | ↗6   |

Структура
По Всероссийской переписи населения 2010 года, постоянное население посёлка — три человека: двое мужчин и одна женщина.